# Siemki
Siemki (niem. Scharfs) – wieś w Polsce położona w województwie warmińsko-mazurskim, w powiecie kętrzyńskim, w gminie Reszel.
W latach 1975–1998 miejscowość administracyjnie należała do województwa olsztyńskiego.

## Historia
W roku 1415 we wsi funkcjonował młyn.
W roku 1699 wieś należała do parafii luterańskiej św. Jerzego w Kętrzynie.
W XVIII w. we wsi powstała szkoła dzięki inicjatywie superintendenta Andrzeja Szumanna z Kętrzyna. Szkoła podstawowa w Siemkach funkcjonowała także po 1945 roku.
W 1913 roku we wsi był folwark, który należał do Kurta Migge właściciela majątku ziemskiego w Linkowie. We wsi pierwotnie było 9 gospodarstw chłopskich, a po parcelacji folwarku w 1928 roku przybyło jeszcze 45 gospodarstw.
We wsi jest kaplica obsługiwana przez ojców jezuitów z parafii w Świętej Lipce. Siemki są wsią sołecką.

## Demografia
Liczba mieszkańców w 1910 roku wynosiła 88, natomiast w 1933 roku – 390. Obecnie Siemki liczą 119 mieszkańców.